# Išim (rijeka)
Išim (rus. Иши́м) - rijeka u azijskom dijelu Rusije te Kazakstana.
Dugačka je 2,450 km. Pripada slivu Sjevernoga ledenoga mora. Površina sliva iznosi 170.000 km². Utječe u Irtiš kod grada Ust-išima.
Plovan je u donjem toku. Zaleđen je od studenog do travnja. Rijeka ima više pritoka od kojih su najveće: Koluton, Akan-Burluk, Iman-Burluk i Terisakan u Kazahstanu.
Neki od većih gradova na Išimu su: Astana (glavni grad Kazahstana), Petropavlovsk, Išim i Ust-išim.
Prema riječima predsjednika Kazahstana, Nursultana Nazarbajeva, Astana je izabrana da bude novi glavni grad Kazahstana umjesto Almatija i zbog toga što se nalazi na rijeci. Grad se dijeli na dva dijela, sjeverno od obala Išima je stari grad, a na lijevoj (južnoj) obali, nalaze se nove vladine zgrade, kao i elitne četvrti.